# Mesopolobus trjapitzini
Mesopolobus trjapitzini är en stekelart som beskrevs av Dzhanokmen 1982. Mesopolobus trjapitzini ingår i släktet Mesopolobus, och familjen puppglanssteklar.
Artens utbredningsområde är Kazakstan. Inga underarter finns listade i Catalogue of Life.